# Башич, Тончи
Тончи Башич (хорв. Tonči Bašić; 13 марта 1974, Сплит, Югославия) — хорватский футболист, полузащитник.

## Карьера

### Клубная
Воспитанник школы «Сплита», где прошёл все возрастные группы. Профессиональную карьеру начал в «Сплите», в 1992 году. Через год перешёл в соседний «Мосор» Жрновница, затем перешёл в клуб высшей хорватской лиги «Вартекс» Вараждин, однако в следующем сезоне вновь сменил клуб, перейдя в «Марсонию». В начале 1997 года выступал за «Шибеник», летом того же года вернулся в «Сплит». После небольшого отрезка в «Вартексе», в составе которого он провёл один матч в чемпионате Хорватии, Тончи перебрался в чешскую «Марилу». В январе 2001 года попал на сбор «Алании» в Сирию. В начале марта был заявлен на участие в чемпионате России. Дебютировал за клуб в высшем дивизионе 10 марта в выездном матче первого тура против раменского «Сатурна», выйдя с первых минут и будучи заменённым на 83-й минуте Робертом Битаровым. В 2002 году после возвращения из России закончил игровую и начинает заниматься тренерской карьерой.

### Тренерская
На протяжении 5 лет тренировал детей из школы клуба «Приморац», в 2006 году был назначен главным тренером клуба. Затем перебрался в «Сплит» и стал тренером молодёжной команды, а через год — в весенней части сезона 2008/09 назначен тренером основной команды. 14 августа 2011 года после ничьей с «Осиеком» (2:2) главный тренер клуба Иван Каталинич был уволен, после чего наставником клуба был казначен Тончи Башич. С 2013 года работает спортивным директором в «Сплите».